# 6197 Taracho
6197 Taracho (tên chỉ định: 1992 AB1) là một tiểu hành tinh vành đai chính. Nó được phát hiện bởi Shigeru Inoda và Takeshi Urata ở Karasuyama, Tochigi, Nhật Bản, ngày 10 tháng 1 năm 1992. Nó được đặt theo tên the town thuộc Tara, Saga.